# アルカニス
アルカニス （Alcañiz）は、スペイン・アラゴン州テルエル県のムニシピオ（基礎自治体）。グアダルーペ川右岸にある。県都テルエルから149km、州都サラゴサから105kmの距離にある。
1179年、アラゴン王アルフォンソ2世が、カラトラーバ騎士団にアルカニスを所領として与えた。
1809年5月、スペイン独立戦争中にアルカニスの戦いが起こり、ホアキン・ブラケに率いられたスペイン軍とルイ＝ガブリエル・スーシェ率いるフランス軍とが激突した。

## 人口
| アルカニスの人口推移 1900－2010                         |
|                                                         |
| 出典:INE（スペイン国立統計局）1900年 - 1991年、1996年 - |

## 姉妹都市
- トゥルトーザ、スペイン
- アヴィニョン、フランス